# Rocket (canal)
Rocket fue un desaparecido canal de televisión por cable de Argentina especializado en niños. Fue operado por la también desaparecida cableoperadora VCC. Fue unos de los últimos canales en transmitir para el público infantil, generado desde Argentina junto a Magic Kids de Pramer. Fue creado en 1995 y desapareció en 1997, un año antes de la desaparición de VCC, su cableoperador creador y productor.